# تعلیق مراقبتی (فیلم ۱۹۳۲)
تعلیق مراقبتی (انگلیسی: Probation) فیلمی در ژانر درام است.